# Штефенешть (Каушанський район)
Штефенешть (рум. Tănătarii Noi) — село в Молдові в Каушенському районі. Входить до складу комуни, центром якої є село Тенетарій-Ной.